# Bruce Humber
Bruce Humber (Bruce Arthur Humber; * 11. Oktober 1913 in Victoria, British Columbia; † 17. August 1988 ebd.) war ein kanadischer Sprinter.
Bei den Olympischen Spielen 1936 in Berlin wurde er Fünfter in der 4-mal-100-Meter-Staffel. Über 100 m erreichte er das Viertelfinale und über 200 m das Halbfinale.

## Persönliche Bestzeiten
- 100 Yards: 9,6 s, 11. Mai 1935, Seattle
- 100 m: 10,5 s, 9. Juli 1936, Montreal
- 220 Yards auf gerader Bahn: 20,8 s, 11. Mai 1935, Seattle (entspricht 21,2 s über reguläre 200 m)